# 팔레스타인 대통령

팔레스타인 대통령기

팔레스타인 대통령(아랍어: رئيس دولة بلستين, 로마자 표기: Raʼīs Dawlat Filasṭīn)은 팔레스타인 국가원수이며 임기는 4년 중임제으로 하는 무제한이다.

## 역사
야세르 아라파트는 팔레스타인 독립선언 1년 후인 1989년에 팔레스타인 국가의 첫 번째 명목 대통령이 되었다. 이 직함은 원래 팔레스타인 국가 당국의 사실상의 직함인 대통령과 병행하여 직함이었다. 두 직무 모두 1994년부터 아라파트가 맡았으며 2004년 11월 그가 사망할 때까지 계속되었고 그의 후임인 마흐무드 압바스(Mahmoud Abbas)가 계속했다. 2005년 1월 팔레스타인 중앙 의회(PCC)는 압바스에게 팔레스타인 국가 대통령의 직무를 수행할 것을 요청했다. 2008년 11월 PCC는 팔레스타인 국가 대통령으로서 압바스의 직무를 계속하는 것을 승인했다. 2013년부터 팔레스타인 국가의 대통령 직함은 팔레스타인 대통령의 유일한 직함이 되었다.

## 역대 대통령 명단
| 대 | 초상 | 이름 (출생연도-사망연도)    | 임기                               | 정당 | 기타        |
| -- | ---- | --------------------------- | ---------------------------------- | ---- | ----------- |
| 1  |      | 야세르 아라파트 (1929-2004) | 1989년 4월 2일 ~ 2004년 11월 11일  | 파타 | 임기중 사망 |
| -  |      | 로하이 패타우 (1948- )      | 2004년 11월 11일 ~ 2005년 1월 15일 | 파타 |             |
| 2  |      | 마흐무드 압바스 (1935- )    | 2005년 1월 15일 ~                  | 파타 |             |

## 같이 보기
- 팔레스타인
- 팔레스타인의 총리